# يوتابا (ابنة سامبسيسراموس الثاني)
يوتابا (المعروفة أيضًا باسم إيوتاب) (ازدهرَت في القرن الأول الميلادي) هي ابنة الملك العربي الحمصي سامبس سيراموس الثاني الذي تزوجَت الأمير الهيرودي أريستوبولوس الصغير.

## السيرة
كانت يوتابا أميرة سورية عربية من العائلة المالكة آل شمس غرام وعاشت في القرن الأول. كانت ابنة الملك سامبس سيراموس الثاني وأمها هي الملكة يوتابا [الإنجليزية] اللذان حكما حمص (سوريا الحديثة).
تزوجت يوتابا من الأمير الهيرودي أريستوبولوس الصغير، الذي كان من أصول يهودية ونبطية وأدومية. كان حفيدًا لملك يهودا، هيرودس الكبير. وقد وصف يوسيفوس يوتابا وأريستوبولوس بأنهما "مواطنان عاديان".
كان لدى يوتابا وأريستوبولوس ابنة تدعى إيوتابا الخامس. وُلدت صماء وبكماء. باستثناء ابنتهما، لم يكن لديهما أي نسل آخر.